# (39878) 1998 EH8
(39878) 1998 EH8 est un astéroïde de la ceinture principale découvert en 1998.

## Description
(39878) 1998 EH8 a été découvert le 2 mars 1998 à la station de Xinglong, dans la province chinoise du Hebei (Chine), par Beijing Schmidt CCD Asteroid Program.

### Caractéristiques orbitales
L'orbite de cet astéroïde est caractérisée par un demi-grand axe de 2,45 ua, un périhélie de 2,01 ua, une excentricité de 0,18 et une inclinaison de 1,65° par rapport à l'écliptique. Du fait de ces caractéristiques, à savoir un demi-grand axe compris entre 2 et 3,2 ua et un périhélie supérieur à 1,666 ua, il est classé, selon la JPL Small-Body Database, comme objet de la ceinture principale.

### Caractéristiques physiques
(39878) 1998 EH8 a une magnitude absolue (H) de 16,0 et un albédo estimé à 0,484.